# Агунг (гора)
Агу́нг — стратовулкан, розташований на острові Балі і входить до складу однойменної провінції Індонезії. Є найвищою точкою острова (3142 м) і вважається священною горою у місцевих жителів.

## Географія
Розташований в східній частині острова, розділений вузькою долиною з вулканом Батура. Діаметр кратера вулкана становить 520x375 метрів. Вершина вулкана лиса і позбавлена рослинності. На відміну від інших активних вулканів Індонезії, в історичний час відомо лише п'ять разів, коли Агунг давав про себе знати.

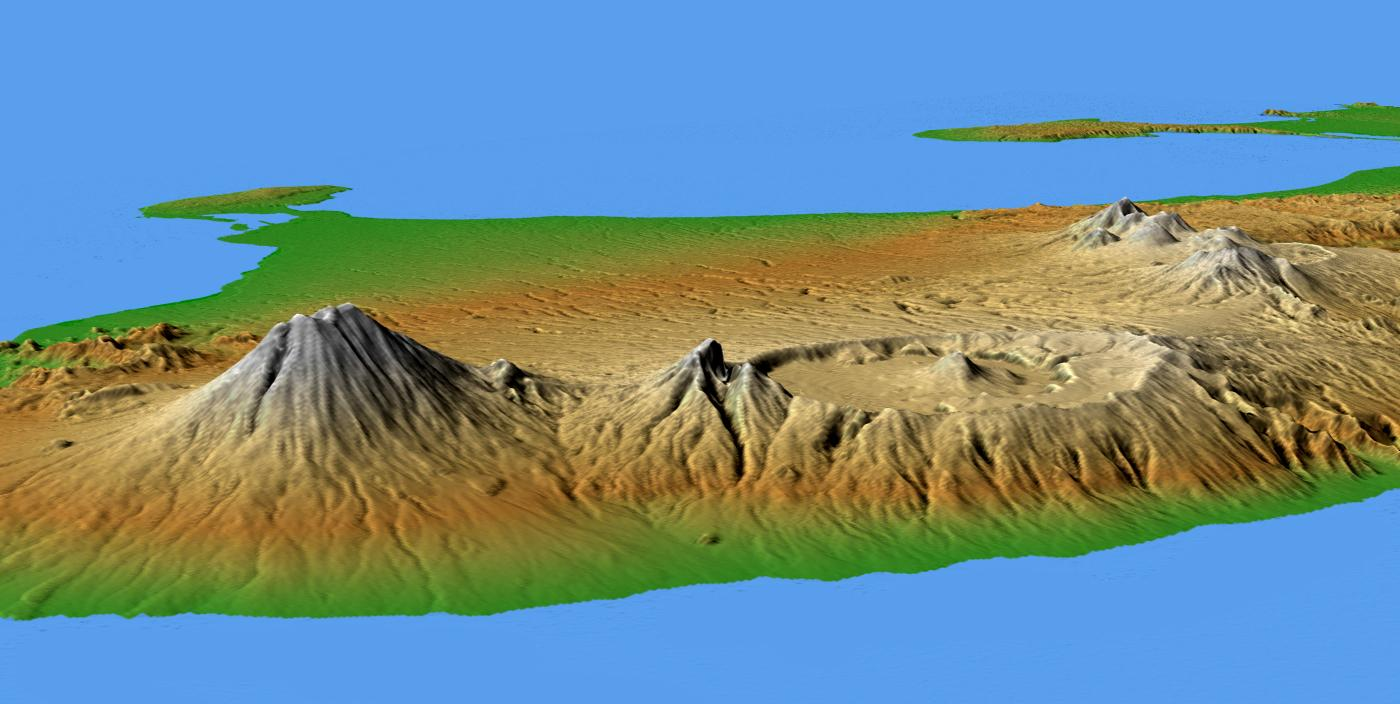
Геоморфологічна схема: вулкан Агунг (зліва), кальдера Батура (праворуч)

### Виверження

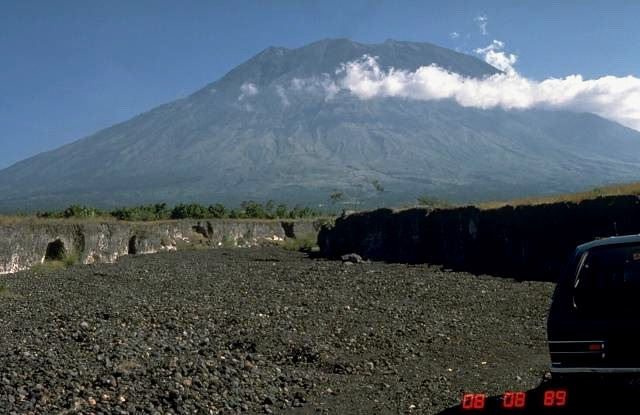
Агунг

Виверження, яке сталося в 1963—1964 роках, мало руйнівний характер і супроводжувалося викидом пірокластичних потоків і лахарів. Під час цього виверження викиди вулканічних порід забрали життя близько 200 осіб, 160 людей загинули під лахарами, 820 осіб — під пірокластичними потоками. Близько 300 осіб отримали значні травми. Згодом в результаті повторного виверження також були жертви. Десятки тисяч людей залишилися без даху над головою. Є версія, що вулканічна активність вулкана була настільки сильною, що в результаті цього захід в Європі і Північній Америці був малинового кольору. В кінці 1980-х років на вулкані спостерігалася фумарольна, сульфатна активність і незначна сейсмічність. У 2001—2002 році спостерігалися теплові аномалії біля підніжжя вулкана, в результаті яких відбувалися пожежі. У 2017, 2018 та 2019 роках — виверження.